# Jean-Claude Trichet
Jean-Claude Trichet GCIH (Lyon, 20 de dezembro de 1942) é um funcionário público francês, tendo sido Presidente do Banco Central Europeu de 2003 a 2011.

## Biografia
Foi educado na École des Mines, em Nancy, e graduou-se no Institut d'Etudes Politiques de Paris e na École Nationale d' Administration, duas instituições de ensino superior francês, no campo da ciência política e da administração pública. Em 1987 tornou-se membro do influente órgão consultivo da base financeira de Washington, o Grupo dos Trinta. Em 1993 foi nomeado governador do Banco da França. Em 2003 tomou o lugar de Wim Duisenberg, como presidente do Banco Central Europeu. Wim Duisenberg tinha um compromisso acordado em se demitir do cargo após quatro anos (embora isto seja negado publicamente por todas as partes), a fim de satisfazer o presidente francês, Jacques Chirac, que queria um candidato francês.
A 6 de Maio de 2010 foi agraciado com a Grã-Cruz da Ordem do Infante D. Henrique de Portugal.

## Escândalo bancário
Em Janeiro de 2003, M. Trichet foi levado a julgamento com outros oito, acusados de irregularidades pelo Crédit Lyonnais, um dos maiores bancos da França. M. Trichet esteve a cargo do Tesouro francês naquela época. Ele foi inocentado em Junho de 2003, o que deixou aberto o caminho para ele passar para o BCE.

## Prémios (seleção)
- Bundesverdienstkreuz
- European Banker of the Year 2007[4]
- Karlspreis 2011[5]
- Grã-Cruz da Ordem do Infante D. Henrique de Portugal (6 de Maio de 2010).[6]